# Sukaweti
Sukaweti ist ein Distrikt (Kecamatan) im Regierungsbezirk (Kabupaten) Gianyar der indonesischen Provinz Bali. Er liegt im Süden dieses Kabupaten und hatte Ende 2021 eine Fläche von rund 55 Quadratkilometern. Sukaweti grenzt im Westen an den Kecamatan Abiansemal (im Kabupaten Badung), im Südwesten an den Kecamatan Denpasar Timur der Hauptstadt Denpasar, im Norden an Ubud sowie im Osten an Blahbatuh. Im Süden bildet die Küste zur Balisee eine natürliche Grenze. Der Kecamatan besteht aus zwölf Dörfern und 111 Dusun/Lingkungan (Ortschaften).

## Bevölkerung

### Detaillierte Einwohnerzahlen
| Kode          | Dorf               | Einwohner Census 2010 | Einwohner Census 2020 | Fläche (km²) Ende 2021 | Einwohner Ende 2021 | Dichte Einw. pro km² |
| ------------- | ------------------ | --------------------- | --------------------- | ---------------------- | ------------------- | -------------------- |
| 51.04.01.2001 | Batubulan          | 28.131                | 29.605                | 7,90                   | 21.824              | 2.762,5              |
| 51.04.01.2002 | Ketewel            | 11.513                | 12.131                | 6,30                   | 11.402              | 1.809,8              |
| 51.04.01.2003 | Guwang             | 5.932                 | 6.631                 | 2,93                   | 6.422               | 2.191,8              |
| 51.04.01.2004 | Sukawati           | 12.572                | 13.052                | 6,91                   | 12.954              | 1.874,7              |
| 51.04.01.2005 | Celuk              | 4.645                 | 4.755                 | 1,47                   | 4.285               | 2.915,0              |
| 51.04.01.2006 | Singapadu          | 6.904                 | 7.972                 | 3,50                   | 6.144               | 1.755,4              |
| 51.04.01.2007 | Batuan             | 8.653                 | 9.343                 | 3,90                   | 8.888               | 2.279,0              |
| 51.04.01.2008 | Kemenuh            | 9.330                 | 9.883                 | 7,39                   | 10.130              | 1.370,8              |
| 51.04.01.2009 | Batubulan Kangin   | 8.450                 | 11.649                | 4,33                   | 10.002              | 2.309,9              |
| 51.04.01.2010 | Singapadu Tengah   | 4.917                 | 5.010                 | 2,98                   | 5.064               | 1.699,3              |
| 51.04.01.2011 | Singapadu Kaler    | 5.816                 | 6.164                 | 4,46                   | 6.300               | 1.412,6              |
| 51.04.01.2012 | Batuan Kaler       | 3.566                 | 3.780                 | 2,80                   | 3.499               | 1.249,6              |
| 51.04.01      | Kecamatan Sukaweti | 110.429               | 119.975               | 54,87                  | 106.914             | 1.948,5              |
Ergebnisse aus Zählungen: 2010 und 2020 bzw. Fortschreibung

### Bevölkerungsentwicklung der letzten drei Halbjahre
| Datum      | Fläche (km²) | Einwohner | männlich | weiblich | Dichte (Einw/km²) | Sex Ratio |
| ---------- | ------------ | --------- | -------- | -------- | ----------------- | --------- |
| 31.12.2020 | 54,87        | 104.501   | 52.240   | 52.261   | 1.904,5           | 100,0     |
| 30.06.2021 | 54,87        | 103.632   | 51.789   | 51.843   | 1.888,7           | 99,9      |
| 31.12.2021 | 55,00        | 106.914   | 54.438   | 53.476   | 1.943,9           | 101,8     |Fortschreibungsergebnisse